# Cetoscarus ocellatus
Cetoscarus ocellatus är en fiskart som först beskrevs av Valenciennes, 1840.  Cetoscarus ocellatus ingår i släktet Cetoscarus och familjen Scaridae. IUCN kategoriserar arten globalt som livskraftig. Inga underarter finns listade i Catalogue of Life.